# Karaisen, Veliko Tărnovo
Karaisen (în bulgară Караисен) este un sat în comuna Pavlikeni, regiunea Veliko Tărnovo,  Bulgaria. 

## Demografie
Componența etnică a satului Karaisen
     Bulgari (97,18%)
     Nicio identificare (2,53%)
     Altele (0,27%)
La recensământul din 2011, populația satului Karaisen era de 1.103 locuitori. Din punct de vedere etnic, majoritatea locuitorilor (97,18%) erau bulgari. Pentru 2,53% din locuitori nu este cunoscută apartenența etnică.